# Museo Municipal de Llivia

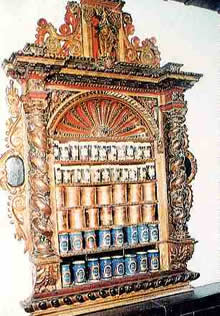
Cordialer barroco

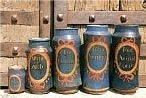
Botes de cerámica vidriada azul

El Museo municipal de Llivia se encuentra en el municipio de Llivia (Baja Cerdaña), en el edificio del Ayuntamiento, delante de la iglesia.

## El edificio
La joya de la corona del Museo Municipal de Llivia es todo el material mueble procedente de la Farmacia Esteva, considerada la oficina de farmacia abierta al público más antigua conservada en Europa, que se remonta a principios del siglo XV.
El material fue comprado por la Diputación de Gerona con la condición de que no saliera nunca de Llivia y el Ayuntamiento se hizo cargo. Estuvo expuesto en la Torre Bernat de So y en 1981 se construyó y abrió el Museo Municipal en una de las salas del edificio del Ayuntamiento. En el año 2006 cerró sus puertas para empezar la nueva remodelación museográfica y, en mayo de 2012, se reinauguró. Actualmente, ocupa toda la planta baja del mismo edificio.
Antes de entrar en la farmacia antigua, se puede hacer una aproximación a la historia más que relevante de la villa de Llivia a través de algunas de las piezas arqueológicas, etnológicas y documentales de las que se dispone. De este modo se podrá tener un mayor conocimiento del contexto comarcal de dicha población y su entorno paisajístico y botánico, para podernos acercar a la historia de la farmacia y a la Farmacia Esteva, en concreto.

## Recorrido por el museo

### Llivia, un enclave en los Pirineos
Llivia ha sido ocupada y habitada de forma ininterrumpida desde finales de la Edad del Bronce hasta nuestros días alternándose su poblamiento arriba de la colina como en su parte baja. Este enclave dentro del territorio francés ha sido, además, la capital natural de la comarca hasta la fundación de Puigcerdà (1177-1178) y un importantísimo bastión militar. Tanto fue así que el rey Carlos I, en 1528, se refiere al mismo como “Villa”. Gracias a este título, Llivia quedará bajo la soberanía española después del Tratado de los Pirineos y el Tratado de Llivia (1659-1660).
Este ámbito pretende hacer un repaso por esta singular historia, tanto de los momentos en los que Llivia fue centro o capital como de aquellos que, por el devenir político del momento, pierde su capacidad gestora en provecho de otras poblaciones más o menos cercanas.

### Historia de la farmacia
Las condiciones climáticas y geológicas –tan diversas– de los valles cercanos a la villa hacen que sean ricos en flora y en vegetación y con unas propiedades medicinales adecuadas para preparar las fórmulas que la medicina de ese momento requería. Se puede conocer este entorno botánico a partir de interactivos y del herbario digital.
Igualmente, una proyección acerca al visitante a la historia de las farmacias de Cataluña y del mundo: desde las farmacias monásticas, pasando por las farmacias hospitalarias, hasta llegar a las oficinas de farmacia como la de Llivia.

### Espacio de la Farmacia Esteva
En el espacio dedicado a la oficina de la Farmacia Esteva, una de las más antiguas y de más renombre de Europa, sus materiales nos transportan a las boticas de los siglos XVII, XVIII, XIX y principios del XX y nos permiten pasear a lo largo de la evolución de estas oficinas de farmacia hasta que las sustancias dejaron de confeccionarse in situ porque su producción se industrializó.
A pesar de que se tienen datos de la existencia de farmacias en Llivia desde el siglo XV, y aunque la documentación, por la propia evolución histórica de la villa, ha desaparecido, la primera noticia documental que se ha conservado es de 1594, cuando en una visita del Protomedicato de Cataluña se prohibió a Jaume Bosam –que parece ser era quien regentaba este establecimiento farmacéutico– que continuase la regencia por no estar en posesión del correspondiente título de boticario que seguramente regía en esos momentos.
Desde el primer tercio del siglo XVIII, la familia Esteva mantuvo la farmacia abierta en Llivia hasta 1926, momento en el que Antoni Esteva se traslada a Puigcerdà. Por este motivo de singular descendencia, de padres a hijos, profesionales de la farmacia, se nos han conservado los cordialers, las cajas policromadas, los tarros, los morteros... y una importantísima biblioteca farmacéutica como testimonio de los cambios materiales, científicos y también de las ideas que condujeron a la modernidad.

## Objetos destacados
- Esqueleto de macaco con su ajuar. Las excavaciones arqueológicas, realizadas en los bancales de Les Colomines en el año 2001, dejaron al descubierto una fosa de inhumación que contenía el esqueleto de un macaco. Estaba adornado con una serie de elementos metálicos y acompañado de un fragmento cerámico y de media mandíbula de cabra o de oveja. Gracias a estos objetos se ha podido fechar dicho entierro entre los años 430 y 600, confirmado por una datación radiocarbónica. Este primate podría haber sido la mascota de algún militar de cierta graduación en el contexto de los episodios bélicos que tuvieron lugar en los Pirineos en este periodo.[5]

- Cordialer de la Farmacia Martí. Los cordialers eran unos muebles de madera, decorados y trabajados, que tenían forma de pequeños retablos con estanterías para guardar, ordenadamente, los productos de farmacopea más elaborados. Por su valor artístico y por los contenidos de sus tarros, este mueble solía estar en un lugar destacado dentro de la farmacia.[6]

- Tarro de farmacia. Una de las singularidades de la Farmacia Esteva es su colección de tarros. Estos tarros monocromos, vidriados en azul cobalto por fuera y esmaltados en blanco en su interior, probablemente proceden de Talavera de la Reina, del siglo XVI. Lo que destaca de la colección es su cantidad. Los tarros están rotulados en frío y el boticario dibujaba medallones al estilo Luis XVI.[7]

- Caja policromada de estilo renacentista. Otras piezas importantes de la Farmacia Esteva son las cajas policromadas de estilo renacentista. Esta contiene la imagen de Juan Evangelista, quien, según la leyenda, salvó la vida milagrosamente después de beber de una copa envenenada y se convirtió en una serpiente, símbolo tradicional de la farmacia. La caja servía para conservar hierbas medicinales y otros productos polvorizados. Lleva pintada en rojo la inscripción del producto que contenía: R.GENT PATIEN (Gentiana lutea), genciana.[8]